# 케이스랩
케이스랩(영어: CaseLab)은 2018년 2월 26일에 설립한 산업용 로봇 및 자동화 장비 개발, 생산, 판매, 서비스를 하는 중소기업이다
구 성균관대학교 국태용교수가 창업하고 사업일체를 인수하였다.